# Fissidens perplexans
Fissidens perplexans är en bladmossart som beskrevs av Hugh Neville Dixon 1926. Fissidens perplexans ingår i släktet fickmossor, och familjen Fissidentaceae. Inga underarter finns listade i Catalogue of Life.